# 亞夫圖希夫
49°45′52″N 35°13′10″E / 49.76444°N 35.21944°E
亞夫圖希夫卡（烏克蘭語：Явтухівка）是位於烏克蘭東部的村莊，由哈爾科夫州博霍杜希夫區的科洛馬克市鎮負責管轄。該村處於科洛馬克河左岸，始建於1790年，面積0.33平方公里，海拔高度112米，2001年人口40。